# CYLC2
CYLC2 (англ. Cylicin 2) – білок, який кодується однойменним геном, розташованим у людей на 9-й хромосомі. Довжина поліпептидного ланцюга білка становить 348 амінокислот, а молекулярна маса — 39 079.
| 10         |  | 20         |  | 30         |  | 40         |  | 50         |
| ---------- |  | ---------- |  | ---------- |  | ---------- |  | ---------- |
| MSLPRFQRVN |  | FGPYDNYIPV |  | SELSKKSWNQ |  | QHFALLFPKP |  | QRPGTKRRSK |
| PSQIRDNTVS |  | IIDEEQLRGD |  | RRQPLWMYRS |  | LMRISERPSV |  | YLAARRQPLK |
| PTRTVEVDSK |  | AAEIGKKGED |  | KTTQKDTTDS |  | ESELKQGKKD |  | SKKGKDIEKG |
| KEEKLDAKKD |  | SKKGKKDAEK |  | GKDSATESED |  | EKGGAKKDNK |  | KDKKDSNKGK |
| DSATESEGEK |  | GGTEKDSKKG |  | KKDSKKGKDS |  | AIELQAVKAD |  | EKKDEDGKKD |
| ANKGDESKDA |  | KKDAKEIKKG |  | KKDKKKPSST |  | DSDSKDDVKK |  | ESKKDATKDA |
| KKVAKKDTEK |  | ESADSKKDAK |  | KNAKKDAKKD |  | AKKNAKKDEK |  | KDAKKKGK   |

A: Аланін

D: Аспарагінова кислота

E: Глутамінова кислота

F: Фенілаланін

G: Гліцин

H: Гістидин

I: Ізолейцин

K: Лізин

L: Лейцин

M: Метіонін

N: Аспарагін

P: Пролін

Q: Глутамін

R: Аргінін

S: Серин

T: Треонін

V: Валін

W: Триптофан

Кодований геном білок за функцією належить до білків розвитку. 
Задіяний у таких біологічних процесах, як диференціація клітин, сперматогенез. 
Локалізований у цитоплазмі, цитоскелеті.